# Morti nel 1906
| Questa pagina contiene informazioni ricavate automaticamente dalle voci biografiche con l'ausilio del template Bio e di un bot. L'aggiornamento è periodico e automatico e ricostruisce completamente la pagina. Se manca una persona in questa lista, sei pregato di non aggiungerla, ma accertati piuttosto che la sua voce biografica contenga il template Bio e che i dati anagrafici siano correttamente compilati. Se il template Bio manca, inseriscilo tu stesso o, in alternativa, metti l'avviso {{tmp\|Bio}} che ne segnala la mancanza. Se i dati riportati sono sbagliati, correggi direttamente la voce biografica; le modifiche saranno visibili in questa lista entro pochi giorni. Per chiarimenti vedi il progetto biografie. La lista contiene solo le 402 persone che sono citate nell'enciclopedia e per le quali è stato implementato correttamente il template Bio. Pagina aggiornata al 18 ago 2025. |

## Gennaio(31)
- 3 gennaio - Nikolaj Petrovič Lišin, generale russo (n. 1839)
- 5 gennaio - Ercole Pasquali, medico, chirurgo e ginecologo italiano (n. 1825)
- 6 gennaio - Enrico Combi, architetto e ingegnere italiano (n. 1832)
- 6 gennaio - Gabrielle Krauss, soprano austriaco (n. 1842)
- 11 gennaio - Felicita Morandi, scrittrice e educatrice italiana (n. 1827)
- 11 gennaio - Maria Vos, pittrice olandese (n. 1824)
- 12 gennaio - Theodor Weber, teologo e vescovo vetero-cattolico tedesco (n. 1836)
- 13 gennaio - Giuseppe Ariassi, pittore italiano (n. 1825)
- 13 gennaio - Aleksandr Stepanovič Popov, fisico russo (n. 1859)
- 14 gennaio - Niccolò Barozzi, storico e patriota italiano (n. 1826)
- 17 gennaio - Odoardo Luchini, giurista e politico italiano (n. 1844)
- 17 gennaio - Oswald von Richthofen, politico tedesco (n. 1847)
- 19 gennaio - Niccolò Cannicci, pittore e illustratore italiano (n. 1846)
- 19 gennaio - Nikolaj Aleksandrovič Lejkin, scrittore e giornalista russo (n. 1841)
- 19 gennaio - Bartolomé Mitre, politico, militare e scrittore argentino (n. 1821)
- 20 gennaio - Maria Cristina Brando, religiosa italiana (n. 1856)
- 20 gennaio - Marcelo Spínola y Maestre, cardinale e arcivescovo cattolico spagnolo (n. 1835)
- 23 gennaio - Théophile Funck-Brentano, filosofo, sociologo e giurista francese (n. 1830)
- 23 gennaio - Ljudmila Aleksandrovna Volkenštejn, rivoluzionaria russa (n. 1855)
- 24 gennaio - Aliprando Moriggia, medico italiano (n. 1830)
- 24 gennaio - Louis de Wecker, oculista francese (n. 1832)
- 25 gennaio - Émile Boutmy, scrittore e sociologo francese (n. 1835)
- 25 gennaio - Vincenzo Forcella, bibliotecario e storico italiano (n. 1837)
- 25 gennaio - Pierre-Lambert Goossens, cardinale e arcivescovo cattolico belga (n. 1827)
- 25 gennaio - Joseph Wheeler, politico e generale statunitense (n. 1836)
- 25 gennaio - Rosa von Milde, soprano tedesca (n. 1827)
- 26 gennaio - Bruno di Ysenburg e Büdingen, principe tedesco (n. 1837)
- 28 gennaio - Carlo Stagno Cumbo d'Alcontres, nobile, militare e filatelista italiano (n. 1838)
- 29 gennaio - Cristiano IX di Danimarca, re danese (n. 1818)
- 30 gennaio - Luigi Alberto Gandini, storico italiano (n. 1827)
- 31 gennaio - Ivan Vasil'evič Babuškin, rivoluzionario russo (n. 1873)

## Febbraio(35)
- 5 febbraio - Pierre Grivolas, pittore francese (n. 1823)
- 6 febbraio - Anton Menger, giurista e economista austriaco (n. 1841)
- 6 febbraio - Wilhelm von Rümann, scultore e medaglista tedesco (n. 1850)
- 8 febbraio - Giuseppina Bonino, religiosa italiana (n. 1843)
- 8 febbraio - Wilhelm von Christ, filologo classico tedesco (n. 1831)
- 8 febbraio - Adolf Gusserow, ginecologo tedesco (n. 1836)
- 8 febbraio - Valdemaro Vecchi, editore e tipografo italiano (n. 1840)
- 9 febbraio - Paul Laurence Dunbar, poeta statunitense (n. 1872)
- 10 febbraio - Adolphe-Louis-Albert Perraud, cardinale e vescovo cattolico francese (n. 1828)
- 10 febbraio - Luigi Ricci-Stolz, compositore italiano (n. 1852)
- 13 febbraio - Albert Gottschalk, pittore danese (n. 1866)
- 14 febbraio - Luigi Boscolo, artista e incisore italiano (n. 1823)
- 15 febbraio - Tullio Brugnatelli, chimico e politico italiano (n. 1825)
- 15 febbraio - Anton Wilhelm von Cetto, diplomatico e nobile tedesco (n. 1835)
- 15 febbraio - Achille Manara, cardinale e arcivescovo cattolico italiano (n. 1827)
- 16 febbraio - Alessandro Asinari di San Marzano, politico e generale italiano (n. 1830)
- 16 febbraio - Maktum II bin Hasher Al Maktum, sovrano emiratino
- 18 febbraio - Guglielmo Jervis, geologo e ingegnere inglese (n. 1832)
- 20 febbraio - Jean Louis Cabanis, ornitologo tedesco (n. 1816)
- 21 febbraio - Joseph Arthur, commediografo e attore teatrale statunitense (n. 1848)
- 21 febbraio - Tommaso Dal Pozzo, ceramista, pittore e storico dell'arte italiano (n. 1862)
- 22 febbraio - Adrien Moreau, pittore e illustratore francese (n. 1843)
- 24 febbraio - Walter Ponsonby, VII conte di Bessborough, nobile inglese (n. 1821)
- 25 febbraio - Jean-Baptiste Abbeloos, orientalista belga (n. 1836)
- 25 febbraio - Anton Stepanovič Arenskij, compositore e pianista russo (n. 1861)
- 26 febbraio - Giuseppe Licata, medico e politico italiano (n. 1851)
- 26 febbraio - Eugenio Sansoni, politico italiano (n. 1828)
- 26 febbraio - Thomas John Wood, generale statunitense (n. 1823)
- 27 febbraio - Corrado Lancia di Brolo, nobile, militare e politico italiano (n. 1826)
- 27 febbraio - Samuel Pierpont Langley, astronomo, inventore e pioniere dell'aviazione statunitense (n. 1834)
- 28 febbraio - Emanuele Borromeo, nobile, politico e militare italiano (n. 1821)
- 28 febbraio - Marin Drinov, storico bulgaro (n. 1838)
- 28 febbraio - Viktor Aleksandrovič Krylov, drammaturgo, critico teatrale e librettista russo (n. 1838)
- 28 febbraio - David N. Wotherspoon, calciatore scozzese (n. 1849)
- 28 febbraio - Mihály Zichy, pittore, disegnatore e nobile ungherese (n. 1827)

## Marzo(41)
- 1º marzo - José María de Pereda, scrittore spagnolo (n. 1833)
- 4 marzo - John Schofield, generale statunitense (n. 1831)
- 5 marzo - Mattia Vicario, vescovo cattolico italiano (n. 1849)
- 5 marzo - Jessie White, patriota, scrittrice e filantropa britannica (n. 1832)
- 6 marzo - Edoardo Arbib, patriota, politico e giornalista italiano (n. 1840)
- 6 marzo - Riccardo Montalban, politico italiano (n. 1844)
- 6 marzo - Pëtr Petrovič Schmidt, militare, comandante marittimo e rivoluzionario russo (n. 1867)
- 7 marzo - Marianna Giarrè Billi, poetessa italiana (n. 1835)
- 8 marzo - Suzanne Leenhoff, pianista olandese (n. 1829)
- 10 marzo - Eugen Richter, politico tedesco (n. 1838)
- 12 marzo - Augustin Egger, vescovo cattolico svizzero (n. 1833)
- 12 marzo - Manuel Quintana, politico e avvocato argentino (n. 1835)
- 13 marzo - Susan B. Anthony, saggista statunitense (n. 1820)
- 13 marzo - Joseph Monier, francese (n. 1823)
- 16 marzo - Giulio De Angelis, architetto italiano (n. 1845)
- 16 marzo - Césaire Phisalix, fisico e biologo francese (n. 1852)
- 17 marzo - Adolph Emmerling, chimico tedesco (n. 1842)
- 17 marzo - Johann Most, politico, giornalista e anarchico tedesco (n. 1846)
- 18 marzo - Maria Beatrice d'Austria-Este, nobile (n. 1824)
- 18 marzo - Constantino di Oldenburg, duca (n. 1850)
- 19 marzo - Étienne Carjat, disegnatore, fotografo e giornalista francese (n. 1828)
- 19 marzo - Victor Fatio, zoologo svizzero (n. 1838)
- 20 marzo - Raphaël Bischoffsheim, banchiere, politico e mecenate francese (n. 1823)
- 20 marzo - Vasile Pogor, poeta e politico rumeno (n. 1833)
- 21 marzo - Giuseppe Berio, politico italiano (n. 1841)
- 21 marzo - Maconnèn Uoldemicaèl, generale e politico etiope (n. 1852)
- 21 marzo - Carl von Siemens, imprenditore tedesco (n. 1829)
- 22 marzo - Jessie MacLaren MacGregor, medico scozzese (n. 1863)
- 24 marzo - Ferruccio Vivanti, imprenditore italiano (n. 1851)
- 25 marzo - Maria Rosa Flesch, francescano tedesca (n. 1826)
- 26 marzo - Alessandrina di Prussia, principessa prussiana (n. 1842)
- 27 marzo - Eduardo Adaro Magro, architetto spagnolo (n. 1848)
- 27 marzo - Eugène Carrière, pittore francese (n. 1849)
- 27 marzo - Marcellino da Civezza, scrittore italiano (n. 1822)
- 27 marzo - Aleksandr Silbernik, esperantista polacco (n. 1832)
- 28 marzo - Albert Flamm, pittore tedesco (n. 1823)
- 29 marzo - Slava Raškaj, pittrice croata (n. 1877)
- 29 marzo - Ferdinando Siccardi, politico e imprenditore italiano (n. 1833)
- 29 marzo - Claudio Toscanini, patriota italiano (n. 1833)
- 30 marzo - Giovan Battista Borsani, architetto italiano (n. 1850)
- 30 marzo - Enrico Curati, politico italiano (n. 1842)

## Aprile(33)
- 1º aprile - Ignazio Lampiasi, patriota, medico e politico italiano (n. 1832)
- 1º aprile - Johannes Steen, politico norvegese (n. 1827)
- 3 aprile - Robert Henze, scultore tedesco (n. 1827)
- 3 aprile - Ugo Sorani, politico e giurista italiano (n. 1850)
- 4 aprile - Eduard Ausfeld, archivista e storico tedesco (n. 1850)
- 4 aprile - Guglielmo di Schaumburg-Lippe, nobile (n. 1834)
- 4 aprile - Francesco Vitelleschi Nobili, politico italiano (n. 1829)
- 4 aprile - Luisa di Danimarca, principessa danese (n. 1875)
- 6 aprile - Friedrich Hultsch, storico, filologo classico e matematico tedesco (n. 1833)
- 6 aprile - Alexander Kielland, scrittore e politico norvegese (n. 1849)
- 6 aprile - Fedele Lampertico, economista, scrittore e politico italiano (n. 1833)
- 8 aprile - Giovanni Beltrame, presbitero, missionario e esploratore italiano (n. 1824)
- 10 aprile - Georgij Apollonovič Gapon, presbitero e politico russo (n. 1870)
- 10 aprile - Frederick Stibbert, collezionista d'arte e imprenditore inglese (n. 1838)
- 11 aprile - Giovanni Battista Camozzi Vertova, imprenditore, funzionario e politico italiano (n. 1818)
- 12 aprile - Abd al-Aziz bin Mit'ab, emiro saudita (n. 1870)
- 13 aprile - Walter Frank Raphael Weldon, zoologo e statistico inglese (n. 1860)
- 14 aprile - Ramón Blanco y Erenas, generale spagnolo (n. 1833)
- 14 aprile - Giuseppe Callegari, cardinale e vescovo cattolico italiano (n. 1841)
- 15 aprile - Giuseppe Mazzatinti, filologo, bibliografo e bibliotecario italiano (n. 1855)
- 18 aprile - Carl Kahler, pittore austriaco (n. 1856)
- 18 aprile - Luis Martín, gesuita spagnolo (n. 1846)
- 18 aprile - Gustave Vapereau, scrittore e lessicografo francese (n. 1819)
- 19 aprile - Pierre Curie, fisico e matematico francese (n. 1859)
- 19 aprile - Spencer Gore, tennista e crickettista britannico (n. 1850)
- 21 aprile - Guillaume-Marie-Joseph Labouré, cardinale e arcivescovo cattolico francese (n. 1841)
- 23 aprile - Franz Georg Philipp Buchenau, botanico tedesco (n. 1831)
- 23 aprile - Antonio Della Lucia, presbitero italiano (n. 1824)
- 25 aprile - Charles Henri Haillot, generale francese (n. 1827)
- 25 aprile - John Knowles Paine, compositore, organista e docente statunitense (n. 1839)
- 26 aprile - Giovanni Battista Ferrari, pittore italiano (n. 1829)
- 28 aprile - Leonardo Campochiesa, pittore italiano (n. 1823)
- 30 aprile - Arnold Rikli, medico svizzero (n. 1823)

## Maggio(30)
- 2 maggio - Enrico VII di Reuss-Köstritz, diplomatico tedesco (n. 1825)
- 2 maggio - Giuseppe Salvadego Molin, politico italiano (n. 1830)
- 3 maggio - Eugène-Cyrille Brunet, scultore francese (n. 1828)
- 6 maggio - Albrecht Dieterich, filologo classico tedesco (n. 1866)
- 7 maggio - Pietro Calcagno, attivista, anarchico e pubblicista italiano (n. 1858)
- 7 maggio - Max Judd, scacchista statunitense (n. 1851)
- 9 maggio - Helen Lemmens-Sherrington, soprano inglese (n. 1834)
- 10 maggio - Antonio Curò, ingegnere, alpinista e entomologo italiano (n. 1828)
- 10 maggio - Giuseppe Gabusi, musicista e inventore italiano (n. 1843)
- 11 maggio - Gottardo Aldighieri, baritono italiano (n. 1824)
- 11 maggio - Muhammad IV al-Hadi, tunisino (n. 1855)
- 11 maggio - Albert Kalthoff, teologo e filosofo tedesco (n. 1850)
- 11 maggio - William Avery Rockefeller, imprenditore statunitense (n. 1810)
- 12 maggio - Karl Ludwig Fugger von Babenhausen, principe e generale tedesco (n. 1829)
- 12 maggio - Maria Anna di Anhalt, nobile tedesca (n. 1837)
- 12 maggio - Girolamo Vigni, fantino italiano (n. 1878)
- 14 maggio - Heinrich di Coudenhove-Kalergi, viaggiatore e diplomatico austriaco (n. 1859)
- 14 maggio - Carl Schurz, politico, generale e diplomatico statunitense (n. 1829)
- 17 maggio - Gustave Cunéo d'Ornano, politico, avvocato e nobile francese (n. 1845)
- 17 maggio - Raffaele Pontremoli, pittore, incisore e militare italiano (n. 1832)
- 19 maggio - Gabriel Dumont, nativo americano (n. 1837)
- 21 maggio - Pio Soli, architetto italiano (n. 1847)
- 23 maggio - Henrik Ibsen, drammaturgo, poeta e regista teatrale norvegese (n. 1828)
- 23 maggio - Adriano Lemmi, banchiere italiano (n. 1822)
- 24 maggio - Augusto Baccelli, politico italiano (n. 1832)
- 24 maggio - Stefano Gerbino di Cannitello, vescovo cattolico italiano (n. 1834)
- 26 maggio - Christoph Friedrich Hegelmaier, botanico e medico tedesco (n. 1833)
- 28 maggio - Rudolf Knietsch, chimico tedesco (n. 1854)
- 29 maggio - Cesare Saluzzo di Monterosso, politico italiano (n. 1837)
- 30 maggio - Michael Davitt, politico irlandese (n. 1846)

## Giugno(23)
- 3 giugno - John Maxwell, golfista statunitense (n. 1871)
- 4 giugno - Ulisse Grifoni, scrittore italiano (n. 1858)
- 4 giugno - Charles Tennant, banchiere e imprenditore scozzese (n. 1823)
- 5 giugno - Eduard von Hartmann, filosofo tedesco (n. 1842)
- 8 giugno - John M. Campbell, calciatore scozzese (n. 1869)
- 8 giugno - Ormondo Maini, basso italiano (n. 1835)
- 10 giugno - Harry Chichester, II barone Templemore, nobile irlandese (n. 1821)
- 10 giugno - Mary Corinna Putnam Jacobi, medico e docente statunitense (n. 1842)
- 10 giugno - Richard Seddon, politico neozelandese (n. 1845)
- 11 giugno - Heinrich Hart, scrittore tedesco (n. 1855)
- 14 giugno - Georges Rayet, astronomo francese (n. 1839)
- 16 giugno - Johann Gottfried Steffan, pittore svizzero (n. 1815)
- 17 giugno - Harry Nelson Pillsbury, scacchista statunitense (n. 1872)
- 20 giugno - Francesco Pignatelli, IX principe di Strongoli, nobile e politico italiano (n. 1837)
- 20 giugno - Ernst Schultz, velocista danese (n. 1879)
- 22 giugno - Fritz Schaudinn, biologo tedesco (n. 1871)
- 25 giugno - Stanford White, architetto statunitense (n. 1853)
- 26 giugno - Valentino Baldissera, presbitero e storico italiano (n. 1840)
- 27 giugno - Pierre-Marie Osouf, arcivescovo cattolico e missionario francese (n. 1829)
- 28 giugno - Grigorij Pavlovič Čuchnin, ammiraglio russo (n. 1848)
- 29 giugno - Albert Sorel, storico francese (n. 1842)
- 30 giugno - Vittorio Cuccuini Nannelli, artigiano italiano (n. 1862)
- 30 giugno - Jean Lorrain, poeta e scrittore francese (n. 1855)

## Luglio(26)
- 1º luglio - Manuel García, baritono spagnolo (n. 1805)
- 4 luglio - Michele Amadei, politico, sindacalista e giornalista italiano (n. 1839)
- 4 luglio - Giuseppe Candido, vescovo cattolico, fisico e inventore italiano (n. 1837)
- 5 luglio - Jules Breton, pittore e poeta francese (n. 1827)
- 5 luglio - Paul Drude, fisico tedesco (n. 1863)
- 5 luglio - Joan Martorell, architetto spagnolo (n. 1833)
- 6 luglio - Christopher Columbus Langdell, giurista statunitense (n. 1826)
- 6 luglio - Giachen Caspar Muoth, scrittore e poeta svizzero (n. 1844)
- 6 luglio - Carlo Tivaroni, storico e politico italiano (n. 1843)
- 8 luglio - Matías Moreno González, pittore e scultore spagnolo (n. 1840)
- 10 luglio - Belisario Gioja, pittore italiano (n. 1829)
- 11 luglio - Heinrich Gelzer, filologo classico tedesco (n. 1847)
- 17 luglio - John William De Forest, scrittore statunitense (n. 1826)
- 17 luglio - Carlos Pellegrini, politico, avvocato e giornalista argentino (n. 1846)
- 18 luglio - Mary Victoria Leiter, statunitense (n. 1870)
- 19 luglio - Walter Buller, avvocato, naturalista e ornitologo neozelandese (n. 1838)
- 20 luglio - Wilhelm von Waldburg-Zeil, principe e politico tedesco (n. 1835)
- 21 luglio - Luigi Chinaglia, politico e patriota italiano (n. 1841)
- 22 luglio - Russell Sage, imprenditore statunitense (n. 1816)
- 23 luglio - Paul Brouardel, igienista e patologo francese (n. 1837)
- 23 luglio - Kodama Gentarō, generale e politico giapponese (n. 1852)
- 23 luglio - Bernardino Serafini, patriota, generale e politico italiano (n. 1822)
- 29 luglio - Guido Calvi, fotografo italiano (n. 1827)
- 29 luglio - Alexandre Luigini, compositore e direttore d'orchestra francese (n. 1850)
- 30 luglio - Giovannantonio Cipriani, patriota italiano (n. 1824)
- 30 luglio - Giacomo Longo, militare e politico italiano (n. 1818)

## Agosto(32)
- 1º agosto - Salvatore Tomaselli, medico italiano (n. 1830)
- 2 agosto - Malinda Cramer, teologa statunitense (n. 1844)
- 4 agosto - John Manners, VII duca di Rutland, scrittore inglese (n. 1818)
- 4 agosto - Daniel Wesson, inventore e imprenditore statunitense (n. 1825)
- 4 agosto - José de Camargo Barros, vescovo cattolico brasiliano (n. 1858)
- 6 agosto - Matilde di Baviera, principessa (n. 1877)
- 8 agosto - Davide Besso, matematico italiano (n. 1845)
- 9 agosto - Luigi Arrigossi, politico e avvocato italiano (n. 1824)
- 10 agosto - Luigi Arnaldo Vassallo, giornalista e scrittore italiano (n. 1852)
- 13 agosto - John Oliver Hobbes, scrittrice e drammaturga statunitense (n. 1867)
- 13 agosto - Stevan Sremac, scrittore serbo (n. 1855)
- 14 agosto - Aniceto Arce, politico e imprenditore boliviano (n. 1824)
- 16 agosto - Petra Pérez Florido, religiosa spagnola (n. 1845)
- 16 agosto - Ignatius von Senestrey, vescovo cattolico tedesco (n. 1818)
- 17 agosto - Giuseppe Borsani, politico e ingegnere italiano (n. 1850)
- 19 agosto - Ezequiel Moreno, vescovo cattolico e santo spagnolo (n. 1848)
- 21 agosto - Salvatore Fusco, avvocato e politico italiano (n. 1841)
- 21 agosto - Josip Kozarac, scrittore e poeta croato (n. 1858)
- 21 agosto - Edmund von Krieghammer, generale e politico austriaco (n. 1832)
- 21 agosto - Ronald Leslie-Melville, XI conte di Leven, nobile scozzese (n. 1835)
- 23 agosto - Michele Torraca, giornalista e politico italiano (n. 1840)
- 24 agosto - Gustav von Blome, diplomatico, politico e nobile austriaco (n. 1829)
- 24 agosto - Aleksandr Aleksandrovič Gercen, medico russo (n. 1839)
- 24 agosto - Alfred Stevens, pittore belga (n. 1823)
- 25 agosto - Charles Baron Clarke, botanico inglese (n. 1832)
- 26 agosto - Eugen Gura, baritono austriaco (n. 1842)
- 28 agosto - Charles Flavell Hayward, violinista, direttore d'orchestra e compositore inglese (n. 1863)
- 29 agosto - Zinaida Vasil'evna Konopljannikova, rivoluzionaria russa (n. 1878)
- 29 agosto - Corneille Antoine Jean Abraham Oudemans, medico e naturalista olandese (n. 1825)
- 30 agosto - Eugenio Gignous, pittore italiano (n. 1850)
- 31 agosto - Eugène Eschassériaux, politico e nobile francese (n. 1823)
- 31 agosto - Isidor Neumann, dermatologo austriaco (n. 1832)

## Settembre(23)
- 1º settembre - Giuseppe Giacosa, drammaturgo, scrittore e librettista italiano (n. 1847)
- 5 settembre - Ludwig Boltzmann, fisico, matematico e filosofo austriaco (n. 1844)
- 7 settembre - Federica di Hohenzollern-Sigmaringen, principessa tedesca (n. 1820)
- 9 settembre - Giacomo Bonafede Oddo, scrittore e giornalista italiano (n. 1827)
- 11 settembre - Carlo Cantoni, storico della filosofia e politico italiano (n. 1840)
- 12 settembre - Giovanni Battista Cerletti, ingegnere e enologo italiano (n. 1846)
- 12 settembre - Ernesto Cesaro, matematico italiano (n. 1859)
- 13 settembre - Alberto di Prussia, generale tedesco (n. 1837)
- 13 settembre - Pedro Francisco Bono, politico e sociologo dominicano (n. 1828)
- 13 settembre - Paul Rinckleben, scultore tedesco (n. 1841)
- 14 settembre - Francesco Roncati, medico italiano (n. 1832)
- 15 settembre - Giulio Frisari, politico italiano (n. 1827)
- 15 settembre - Émile Ricquier, architetto francese (n. 1846)
- 18 settembre - Émile Goudeau, giornalista, scrittore e poeta francese (n. 1849)
- 18 settembre - Hartley Webster, fotografo neozelandese (n. 1818)
- 22 settembre - Oscar Levertin, scrittore svedese (n. 1862)
- 22 settembre - Julius Stockhausen, baritono e insegnante tedesco (n. 1826)
- 26 settembre - Paul Splingaerd, belga (n. 1842)
- 27 settembre - Solone Ambrosoli, numismatico italiano (n. 1851)
- 27 settembre - Luigi Alberto Villanis, musicologo italiano (n. 1863)
- 28 settembre - Giovanni Battista Zampironi, farmacista, chimico e inventore italiano (n. 1836)
- 29 settembre - Enrico Sappia, storico e giornalista italiano (n. 1833)
- 30 settembre - Felice Barucco, pittore italiano (n. 1830)

## Ottobre(31)
- 1º ottobre - Giacomo Bracci, patriota e politico italiano (n. 1826)
- 1º ottobre - Giovanni Visconti Venosta, nobile, patriota e scrittore italiano (n. 1831)
- 2 ottobre - Raja Ravi Varma, pittore indiano (n. 1848)
- 5 ottobre - Friedrich Konrad Beilstein, chimico russo (n. 1838)
- 6 ottobre - Franz Josef Bucher, imprenditore svizzero (n. 1834)
- 9 ottobre - Joseph Glidden, inventore statunitense (n. 1813)
- 9 ottobre - Wilhelmina Kennedy-Erskine, nobildonna e scrittrice inglese (n. 1830)
- 9 ottobre - Adelaide Ristori, attrice teatrale italiana (n. 1822)
- 10 ottobre - Lorenzo Tenchini, medico italiano (n. 1852)
- 15 ottobre - Friedrich Reusch, scultore tedesco (n. 1843)
- 15 ottobre - Benedetto Emanuele di San Giuseppe, politico italiano (n. 1847)
- 16 ottobre - Varina Davis, first lady statunitense (n. 1826)
- 18 ottobre - Fabio Chigi Saracini, nobile italiano (n. 1849)
- 18 ottobre - Léon Gastinel, compositore e violinista francese (n. 1823)
- 19 ottobre - Charles Pfizer, chimico e imprenditore tedesco (n. 1824)
- 19 ottobre - Rudolf Pringsheim, imprenditore tedesco (n. 1821)
- 20 ottobre - Buck Ewing, giocatore di baseball e allenatore di baseball statunitense (n. 1859)
- 22 ottobre - Paul Cézanne, pittore francese (n. 1839)
- 22 ottobre - Edilio Raggio, imprenditore e politico italiano (n. 1840)
- 23 ottobre - Ferdinand Chaigneau, pittore francese (n. 1830)
- 23 ottobre - Vladimir Vasil'evič Stasov, critico d'arte e critico musicale russo (n. 1824)
- 25 ottobre - Todor Burmov, politico bulgaro (n. 1834)
- 26 ottobre - Johann Dzierzon, entomologo e zoologo polacco (n. 1811)
- 26 ottobre - Friedrich Adolph Sorge, rivoluzionario tedesco (n. 1828)
- 27 ottobre - Giacinto De Vecchi Pieralice, storico, archeologo e scrittore italiano (n. 1842)
- 27 ottobre - August von Rothmund, oculista tedesco (n. 1830)
- 28 ottobre - Jean Benner, pittore francese (n. 1836)
- 28 ottobre - Achille Formis, pittore e cantante italiano (n. 1830)
- 29 ottobre - Luigi Mochi, politico italiano (n. 1845)
- 30 ottobre - Gathorne Gathorne-Hardy, I conte di Cranbrook, politico inglese (n. 1814)
- 30 ottobre - Giuseppe Paderi Concas, vescovo cattolico italiano (n. 1826)

## Novembre(23)
- 1º novembre - Ottone Francesco d'Asburgo-Lorena, nobile (n. 1865)
- 1º novembre - Juan González de la Pezuela y Ceballos, nobile, politico e scrittore spagnolo (n. 1809)
- 2 novembre - Fanny Sadowski, attrice teatrale e impresaria teatrale italiana (n. 1826)
- 3 novembre - Cletto Arrighi, scrittore, giornalista e politico italiano (n. 1828)
- 4 novembre - Ernst Förstemann, filologo, bibliotecario e linguista tedesco (n. 1822)
- 5 novembre - Auberon Herbert, scrittore, filosofo e anarchico britannico (n. 1838)
- 5 novembre - Frits Thaulow, pittore norvegese (n. 1847)
- 9 novembre - Elisabetta della Trinità, monaca cristiana e mistica francese (n. 1880)
- 12 novembre - William Rufus Shafter, generale statunitense (n. 1835)
- 16 novembre - Sophie Leeves, religiosa inglese (n. 1823)
- 16 novembre - Teofilo Patini, pittore italiano (n. 1840)
- 21 novembre - Mariano Padilla y Ramos, baritono spagnolo (n. 1842)
- 22 novembre - Henry Brand, II visconte Hampden, politico inglese (n. 1841)
- 22 novembre - Jacopo D'Andrea, pittore italiano (n. 1819)
- 22 novembre - Ernst Josephson, pittore svedese (n. 1851)
- 23 novembre - Stanislao Solari, militare e agronomo italiano (n. 1829)
- 23 novembre - William Wrede, teologo tedesco (n. 1859)
- 24 novembre - Simon Gregorčič, poeta sloveno (n. 1844)
- 25 novembre - Rosetta Douglass, docente, scrittrice e attivista statunitense (n. 1839)
- 26 novembre - Vincenzo Lombardi, patriota italiano (n. 1820)
- 26 novembre - Marija L'vovna Tolstaja, russa (n. 1871)
- 28 novembre - Salvatore Postiglione, pittore italiano (n. 1861)
- 30 novembre - Edward James Reed, ingegnere navale, scrittore e politico inglese (n. 1830)

## Dicembre(32)
- 4 dicembre - Cesare Sanguinetti, avvocato e politico italiano (n. 1854)
- 4 dicembre - Antonio Tosi, patriota italiano (n. 1828)
- 5 dicembre - Carl Otto Harz, micologo e farmacista tedesco (n. 1842)
- 7 dicembre - Febo Arcangeli, patriota e militare italiano (n. 1839)
- 7 dicembre - Élie Ducommun, giornalista e politico svizzero (n. 1833)
- 7 dicembre - Isidoro Mel, patriota, magistrato e politico italiano (n. 1834)
- 8 dicembre - Domenico Trigona di Sant'Elia, nobile e politico italiano (n. 1828)
- 9 dicembre - Ferdinand Brunetière, scrittore e storico francese (n. 1849)
- 10 dicembre - Behanzin, re (n. 1844)
- 10 dicembre - Karl Schönborn, chirurgo tedesco (n. 1840)
- 11 dicembre - Luigi Guglielmo Cambray-Digny, politico italiano (n. 1820)
- 11 dicembre - Fitzhugh Townsend, schermidore statunitense (n. 1872)
- 12 dicembre - William James Craig, editore britannico (n. 1843)
- 14 dicembre - Federico Consolo, violinista e compositore italiano (n. 1841)
- 14 dicembre - Franz von Waldburg-Wolfegg-Waldsee, principe e politico tedesco (n. 1833)
- 17 dicembre - Ignác Acsády, storico ungherese (n. 1845)
- 18 dicembre - Icilio Calzolari, fotografo italiano (n. 1833)
- 18 dicembre - John Armoy Knox, scrittore e giornalista irlandese (n. 1851)
- 19 dicembre - Ugo Dainelli, matematico italiano (n. 1849)
- 19 dicembre - Frederic William Maitland, giurista e storico inglese (n. 1850)
- 21 dicembre - Philippe Chaperon, pittore e scenografo francese (n. 1823)
- 26 dicembre - Aleksandr Michajlovič Lermontov, generale russo (n. 1838)
- 26 dicembre - Jenő Zichy, nobile, scrittore e orientalista ungherese (n. 1837)
- 27 dicembre - Từ Minh, imperatrice vietnamita (n. 1855)
- 27 dicembre - Bernardo de Irigoyen, politico, avvocato e diplomatico argentino (n. 1822)
- 29 dicembre - Felice Cavagnis, cardinale italiano (n. 1841)
- 29 dicembre - Luigi Tripepi, cardinale italiano (n. 1836)
- 30 dicembre - Angela Burdett-Coutts, filantropa inglese (n. 1814)
- 30 dicembre - Josephine Butler, attivista britannica (n. 1828)
- 30 dicembre - Luigi Miceli, patriota e politico italiano (n. 1824)
- 30 dicembre - Gherardo Nerucci, avvocato e storico italiano (n. 1828)
- 31 dicembre - Aleardo Villa, pittore, illustratore e pubblicitario italiano (n. 1865)

## Senza giorno specificato(42)
- Hashim Jalilul Alam Aqamaddin, sovrano bruneiano (n. 1825)
- Johann von Appel, militare e politico austriaco (n. 1826)
- Ankō Asato, maestro di karate giapponese (n. 1827)
- Gualberta Alaide Beccari, attivista e scrittrice italiana (n. 1842)
- Jacques von Bedriaga, zoologo e erpetologo russo (n. 1854)
- Carlo Borgnini, politico italiano (n. 1822)
- Célestin-Anatole Calmels, scultore francese (n. 1822)
- Leandro Caselli, ingegnere e architetto italiano (n. 1854)
- Luigi Conocchia, poeta italiano (n. 1876)
- Fanny Cornforth, modella inglese (n. 1835)
- Cesare Dall'Olio, compositore italiano (n. 1849)
- André Henri Dargelas, pittore e disegnatore francese (n. 1828)
- Vincenzo De Blasio Di Palizzi, politico italiano (n. 1839)
- Mary Dillwyn, fotografa britannica (n. 1816)
- Ferdinand Dutert, architetto francese (n. 1845)
- Luigi Evangelisti, militare italiano (n. 1821)
- John Anster Fitzgerald, pittore inglese (n. 1819)
- Charles Edwin Fripp, pittore e illustratore britannico (n. 1854)
- William Rainey Harper, linguista statunitense (n. 1856)
- Richard Jameson Morgan, giornalista e scrittore statunitense (n. 1852)
- Alexander Karatheodori Pasha, nobile ottomano (n. 1833)
- Giacomo Longo, compositore italiano (n. 1833)
- Urbano Lucchesi, scultore italiano (n. 1844)
- Michelangelo Maiorfi, architetto italiano (n. 1823)
- Karl Robert Osten-Sacken, diplomatico e entomologo russo (n. 1828)
- Numa Palazzini, patriota, giornalista e politico italiano (n. 1825)
- Ernst Hugo Pfitzer, botanico tedesco (n. 1846)
- Léon Philippet, pittore e incisore belga (n. 1843)
- Carlo Piaggio, architetto italiano (n. 1824)
- Rahime Perestu Sultan, principessa ottomana (n. 1830)
- Casparus Johannes van Rinkel, vescovo vetero-cattolico olandese
- Albert Réville, storico delle religioni, teologo e pastore protestante francese (n. 1826)
- James E. Scripps, giornalista britannico (n. 1835)
- Ioan Axente Sever, teologo e rivoluzionario romeno (n. 1821)
- Edwin Smith, egittologo e collezionista d'arte statunitense (n. 1822)
- Raimondo Tominz, botanico e entomologo italiano (n. 1822)
- Dmitrij Fëdorovič Trepov, politico e generale russo (n. 1855)
- Pedro Varela, politico uruguaiano (n. 1837)
- Aleksandr Nikolaevič Veselovskij, filologo russo (n. 1838)
- Berardino Viola, brigante italiano (n. 1838)
- Martin Wegelius, compositore finlandese (n. 1846)
- Karl von Fritsch, geologo e paleontologo tedesco (n. 1838)